# 神戸市立多聞東小学校
神戸市立多聞東小学校（こうべしりつ たもんひがししょうがっこう）は、兵庫県神戸市垂水区学が丘4丁目に所在する公立小学校。

## 沿革
- 1974年（昭和49年）4月1日 - 神戸市立名谷小学校より分離開校。
- 1978年（昭和53年）4月1日 - 神戸市立本多聞小学校を分離。
- 1979年（昭和54年）4月1日 - 神戸市立小束山小学校を分離。
- 2021年（令和3年）4月1日 - 神戸市立多聞南小学校の校区から、学が丘1丁目を編入。

## 通学区域
- 神戸市垂水区[1]
  - 学が丘1 - 5丁目

※卒業後は基本的に神戸市立多聞東中学校に進学する。

## 校区内の主な施設
- 兵庫県立舞子高等学校
- 神戸国際大学附属高等学校

## 交通アクセス
- 山陽バス・神戸市バス
  - 5[2]・23・48・53・121・171系統「多聞東小学校前」より

## 通学区域が隣接している学校
- 神戸市立小束山小学校
- 神戸市立舞多聞小学校
- 神戸市立多聞の丘小学校
- 神戸市立西脇小学校
- 神戸市立東舞子小学校
- 神戸市立千鳥が丘小学校